# Pteromyini
Los pterominos (Pteromyini) o esciúridos planeadores, son una tribu de esciuromorfos de la familia Sciuridae conocidos vulgarmente como  ardillas voladoras, que incluye  45 especies; la más grande de ellas es la ardilla voladora lanuda (Eupetaurus cinereus).
Las tres especies del género Glaucomys —Glaucomys sabrinus, Glaucomys volans y Glaucomys oregonensis— son nativas de América del Norte, y la ardilla voladora siberiana (Pteromys volans) es nativa de algunas partes del norte de Europa.
El término "voladoras" es un poco engañoso, ya que en sentido estricto no vuelan, sino que planean (aunque el "planeo" es un tipo de vuelo no activo).

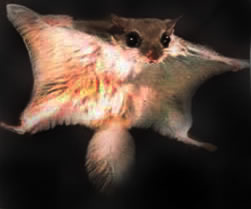
Planeo.

Aunque su esperanza de vida es de tan solo seis años en la naturaleza, pueden vivir entre 10 a 30  años en cautiverio. La diferencia se debe a que son una presa importante; algunos de sus depredadores son las serpientes arborícolas, los mapaches, los búhos nocturnos, las martas, la marta pescadora, los coyotes y los gatos domésticos.